# Les Voitures d'eau
Pour plus de détails, voir Fiche technique et Distribution.
Les Voitures d’eau est un  film documentaire québécois, en noir et blanc, réalisé par Pierre Perrault, sorti en 1968.

## Description
Il s'agit du dernier long métrage de « la trilogie de l'Île-aux-Coudres » de Perrault, après Pour la suite du monde (1963) et Le Règne du jour (1967). On y décrit la vie des constructeurs et navigateurs de goélettes de bois de l'Île-aux-Coudres, au Québec. Le film adopte un ton résolument pessimiste, décrivant surtout le déclin de l'industrie navale causé par la concurrence écrasante des grandes sociétés internationales. Un des principaux protagonistes, Laurent Tremblay, capitaine du navire Amanda, suggère même à Perrault d'intituler son film L'agonie des goélette. Plus globalement, ce film, comme plusieurs autres documentaires de Perrault des années 1960, décrit la dure nécessité de l'adaptation à l'inexorable évolution économique du monde, tout en regrettant un mode de vie qui ne reviendra plus, voire une mémoire qui s'estompera peut-être.

## Fiche technique
- Genre : Documentaire
- Titre : Les voitures d'eau
- Réalisation : Pierre Perrault
- Caméra et coréalisation : Bernard Gosselin
- Montage : Monique Fortier
- Production : Office national du film du Canada
- Pays d'origine :  Canada
- Langue : français
- Durée : 100 minutes
- Sortie : 1968
- Participants : 
  - Navigateurs de l'île aux Coudres : Laurent Tremblay, Éloi Perron, Nérée Harvey, Paul Anctil
  - Autres : Joachim Harvey, Léopold Tremblay, Alexis Tremblay, Grand-Louis Harvey